# ШтуХ 42
ШтуХ 42 је био немачки јуришни топ, коришћен током Другог светског рата као помоћ пешадији за борбу против непријатеља који се налазио у утврђеним заклонима или бункерима.

## Историјат
Средином 1942. године, после постављања топа дуге цеви 75мм на Штурмгешиц III, главни задатак јуришних топова постао је борба против тенкова. Тако је пешадија изненада остала без возила која су јој пружала подршку. Да би решила ново настали проблем, Управа наоружања је закључила уговор са фирмом Алкет, о изради прототипа возила наоружаног хаубицом 105мм. До краја 1942. године било је направљено 9 опитних возила наоружаних хаубицом ЛеФХ 18 105мм. Пет од њих су била направљена на шасији Штурмгешиц III варијанте Ф, а 4 на шасији варијанте Ф/8. Почетком 1943. године из фабричких хала фирме Алкет изашло је још 3 прототипа. Серијска производња јуришне хаубице назване Sturmhaubitze 42 почела је марта 1943. године.
Као основа за производњу серијских возила коришћене су шасије и оклопна тела јуришних топова Штурмгешиц III варијанте Ф, Ф/8 и Г. Практично једина разлика је била наоружање и другачији размештај боевог комплета. Основно оружје била је хаубица СтуХ 42 Л/28 105мм, развијена код фирме Rheinmetall-Borsig. У поређењу са пољском хаубицом ЛеФХ 18, имала је измењену конструкцију затварача и уведена је нова кочница цеви. Боеви комплет састојао се од 36 граната: панцирне, тренутно-фугасне и кумулативне. Хаубица је исто као и топ 75мм постављена у завареном или ливеном оклопном телу дебљине 30-80мм. Помоћно оружје чинио је митраљез МГ-34, постављеног на врху возила у штиту Rundumfeuer MG. Јуришне хаубице ШтуХ 42 биле су опремљене и радио-станицама ФуГ 15 или ФуГ 16.

## Производња
Од марта 1943. године до априла 1945. године произведено је укупно 1299 јуришних хаубица ШтуХ 42.
- 1943. године (204 возила)

Март - 10, Април - 34, Мај - 45, Јун - 30, Јул - 25, Август - 5, Септембар - 10, Октобар - 11, Новембар - 4, Децембар - 30.
- 1944. године (903 возила)

Јануар - 26, Фебруар - 54, Март - 56, Април - 58, Мај - 46, Јун - 100, Јул - 92, Август - 110, Септембар - 119, Октобар - 100, Новембар - 102, Децембар - 40.
- 1945. године (192 возила)

Јануар - 71, Фебруар - 24, Март - 49, Април - 48.